# Tupelo (Arkansas)
Tupelo è un comune degli Stati Uniti d'America, situato in Arkansas, nella contea di Jackson.